# Thomas Savery
Thomas Savery (n. 1650 în Shilstone, Devon - d. 1715 Londra) a fost un inginer englez, inventator al unui sistem de pompare a apelor din mine. Inițial el se ocupa de construcția de nave, așa a inventat antrenarea roții cu zbaturi. Mai târziu, el s-a ocupat de tehnologia pompelor.